# Los Órganos (Talara)
Los Órganos es una pequeña ciudad y balneario peruano ubicado en el distrito de Los Órganos, provincia de Talara, departamento de Piura. Es asimismo capital del distrito de nombre homónimo. Se encuentra a una altitud de 13 m s. n. m. Tenía una población de 4831 habitantes en 1993.

## Toponimia
Se plantean varias versiones, pero la más difundida es la que narra que los primeros pobladores solían escuchar el viento golpeando contra cerros cercanos, produciendo un sonido similar a un órgano. Otra versión es que un cerro cercano, el Cerro del Encanto, visto desde el mar tiene la apariencia de un antiguo órgano de iglesia. 

## Geografía
El pueblo cuenta con amplios canales pluviales, los cuales protegieron de gran manera durante el 2017 y 2023, teniendo muy pocos daños materiales. Dichos canales se mantienen en perfectas condiciones al día de hoy.  
En la época lluviosa destaca el verdor que se genera en los alrededores. Verdor que luego se disipa al volver la época seca de 9 meses.
En marzo del 2023 Los Órganos sintió el efecto del llamado ciclón ''Yaku'', fenómeno que se dio frente a la costa norte del Perú y en Ecuador. El 31 de marzo, cuando el peligro de Yaku ya se había ido, la ciudad y zonas cercanas recibieron una lluvia torrencial, pero Los Órganos sufrió relativamente poco.

### Clima
| Parámetros climáticos promedio de Los Órganos | Parámetros climáticos promedio de Los Órganos | Parámetros climáticos promedio de Los Órganos | Parámetros climáticos promedio de Los Órganos | Parámetros climáticos promedio de Los Órganos | Parámetros climáticos promedio de Los Órganos | Parámetros climáticos promedio de Los Órganos | Parámetros climáticos promedio de Los Órganos | Parámetros climáticos promedio de Los Órganos | Parámetros climáticos promedio de Los Órganos | Parámetros climáticos promedio de Los Órganos | Parámetros climáticos promedio de Los Órganos | Parámetros climáticos promedio de Los Órganos | Parámetros climáticos promedio de Los Órganos |
| Mes                                           | Ene.                                          | Feb.                                          | Mar.                                          | Abr.                                          | May.                                          | Jun.                                          | Jul.                                          | Ago.                                          | Sep.                                          | Oct.                                          | Nov.                                          | Dic.                                          | Anual                                         |
| --------------------------------------------- | --------------------------------------------- | --------------------------------------------- | --------------------------------------------- | --------------------------------------------- | --------------------------------------------- | --------------------------------------------- | --------------------------------------------- | --------------------------------------------- | --------------------------------------------- | --------------------------------------------- | --------------------------------------------- | --------------------------------------------- | --------------------------------------------- |
| Temp. máx. media (°C)                         | 30.7                                          | 31.7                                          | 32                                            | 31.3                                          | 29.5                                          | 27.5                                          | 26                                            | 25.6                                          | 25.8                                          | 26.1                                          | 27                                            | 28.8                                          | 28.5                                          |
| Temp. media (°C)                              | 25.5                                          | 26.5                                          | 26.6                                          | 25.8                                          | 24.3                                          | 22.4                                          | 20.9                                          | 20.5                                          | 20.5                                          | 20.9                                          | 21.8                                          | 23.6                                          | 23.3                                          |
| Temp. mín. media (°C)                         | 20.3                                          | 21.3                                          | 21.3                                          | 20.4                                          | 19.2                                          | 17.3                                          | 15.9                                          | 15.5                                          | 15.3                                          | 15.8                                          | 16.6                                          | 18.4                                          | 18.1                                          |
| Fuente: climate-data.org                      |                                               |                                               |                                               |                                               |                                               |                                               |                                               |                                               |                                               |                                               |                                               |                                               |                                               |

En Los Órganos el clima es cálido durante todo el año, especialmente en los meses de verano.
En los meses de invierno (julio, agosto, parte de septiembre) durante las noches se siente algo de viento fresco, pero durante el día el clima es igualmente cálido. En verano día y noche es cálido. 

## Ciudad
El pueblo de Los Órganos es muy tranquilo, su gente es muy amable y conviven en completa armonía miembros locales y foráneos. En el pueblo hay una Iglesia, que puede ser vista desde la Carretera Panamericana, a la que acude la población para la tradicional misa.   
La ciudad cuenta con un buen mercado de abastos y también de tiendas diversas. Como por ejemplo el pequeño conglomerado de tiendas comerciales "El Baratillo" donde se ofrecen productos diversos.    
Los pobladores de Los Órganos acostumbran ir a la Plaza Mayor durante los viernes y sábados en la noche. Recurren allí las familias, es muy común ver niños en alegres juegos, adolescentes y jóvenes paseando por los alrededores, y a los mayores disfrutando del ambiente. Aunque esta tradición se vio suspendida por la pandemia, ya se ha retomado.
La población local y foránea también disfruta de acudir a las playas del distrito. 
Una peculiaridad del pueblo es que su Plaza Mayor, Municipalidad e Iglesia principal no están en un solo punto. Entre la Plaza Mayor y la Iglesia hay una bonita alameda, que las personas pueden recorrer a pie. 

Es muy común la afluencia de personas a la playa para disfrutar del paisaje y del mar. También se practica surf y buceo.    

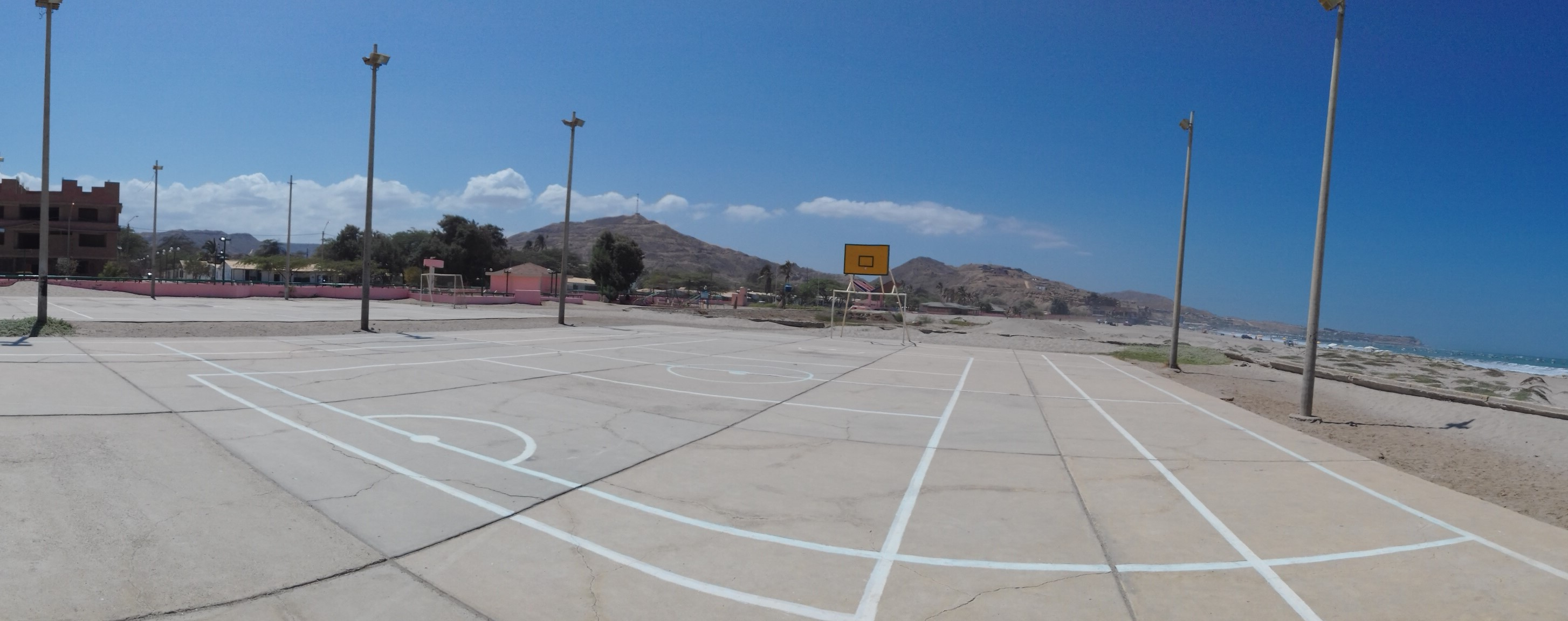
Vista de un cerro cercano y de la playa de Los Órganos desde unas lozas deportivas al aire libre

## Atractivos turísticos
La principal atracción turística es la playa Los Órganos (ubicada frente al pueblo de Los Órganos y continuación de la antes mencionada). En el mar de Los Órganos también se practica buceo y surf.  
Otras dos atracciones turísticas relacionadas directamente con el mar son la interacción con tortugas marinas y el avistamiento de ballenas. Los locales y turistas pueden interactuar todo el año con las tortugas. Sin embargo el avistamiento de ballenas solo se da en determinados meses.  

Otro bello lugar es el malecón de Los Órganos, el cual es bastante amplio. Pocos minutos hacia el sur del pueblo y muy próximos al mar hay algunos cerros, en la cima de ellos se pueden apreciar hermosas vistas del ocaso. Destacando entre ellos el llamado Cerro del Encanto.    

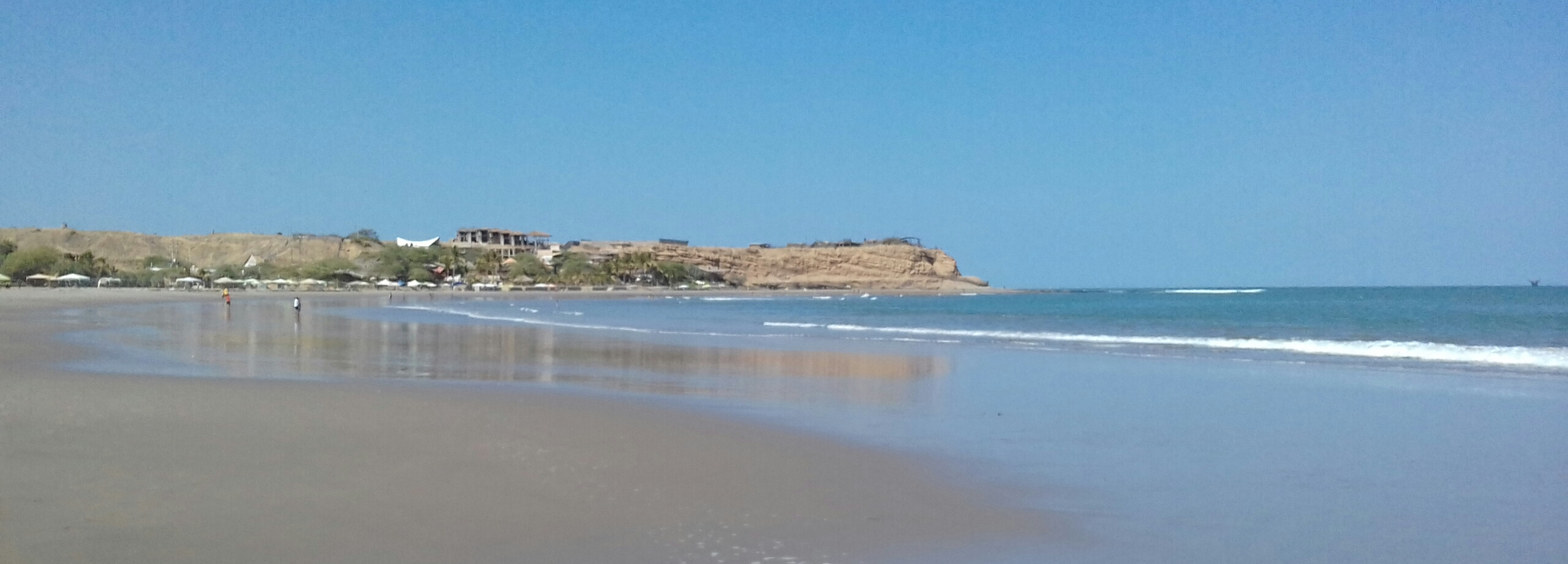
Playa de Los Órganos, vista hacia Punta Veleros.

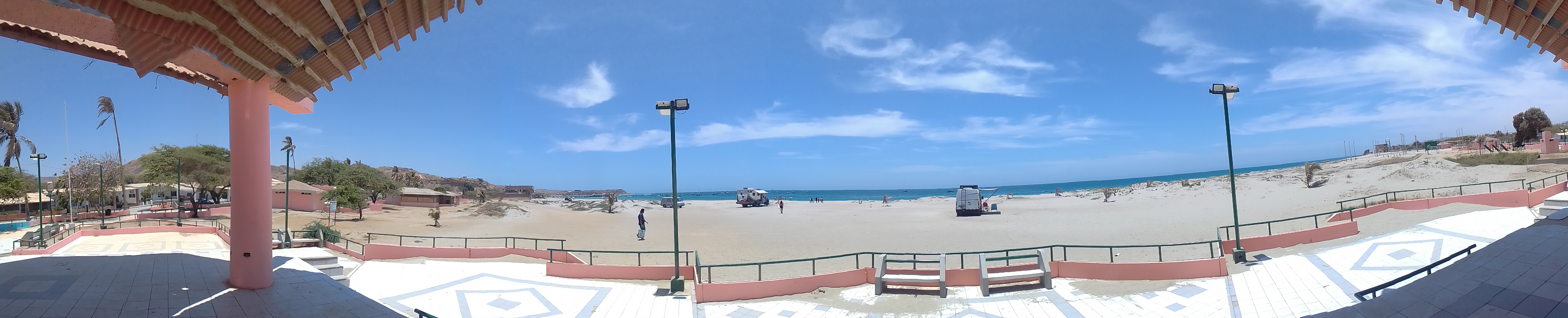
Vista de la playa desde el Malecón de Los Órganos.

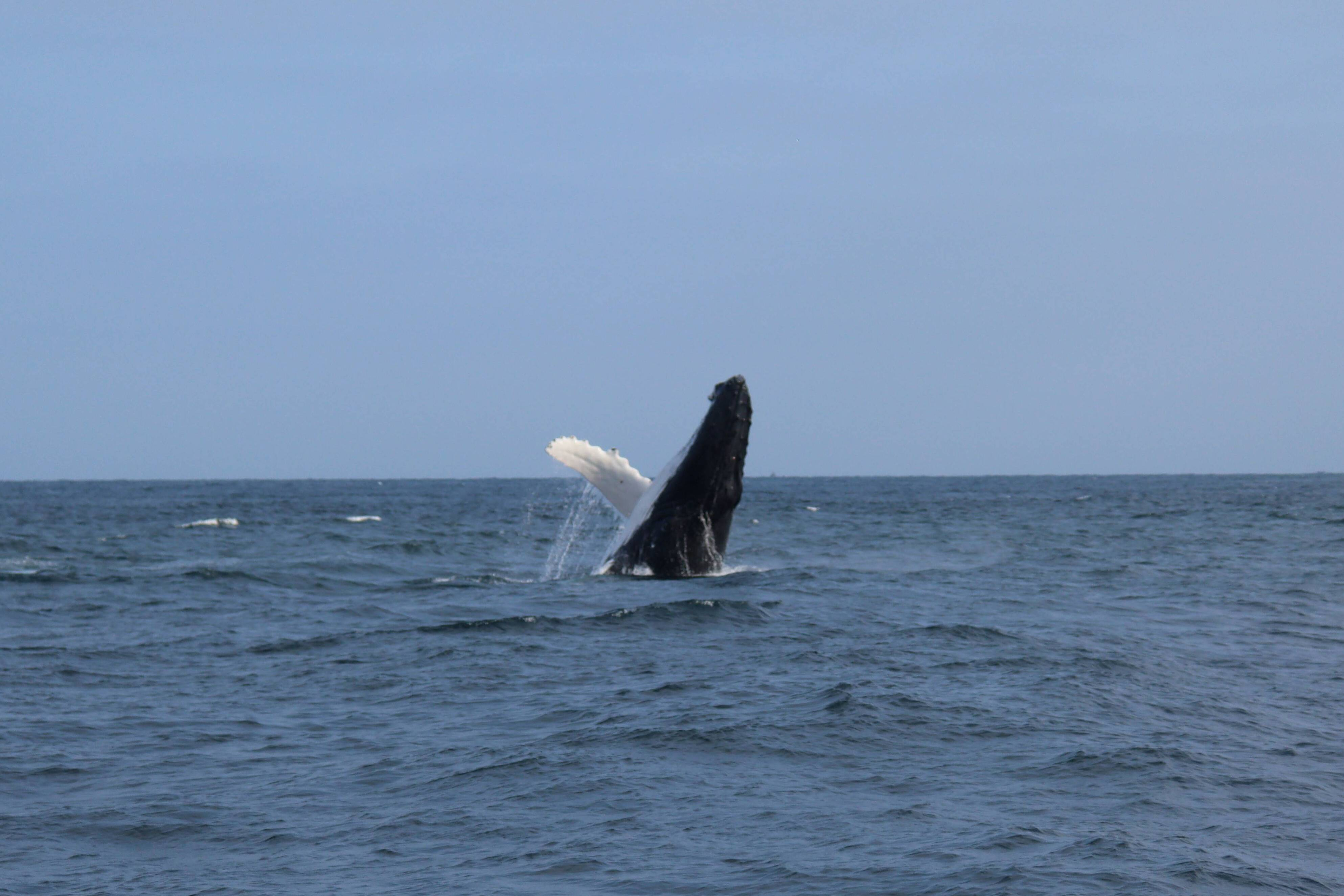
Avistamiento de ballenas jorobadas en Los Órganos.
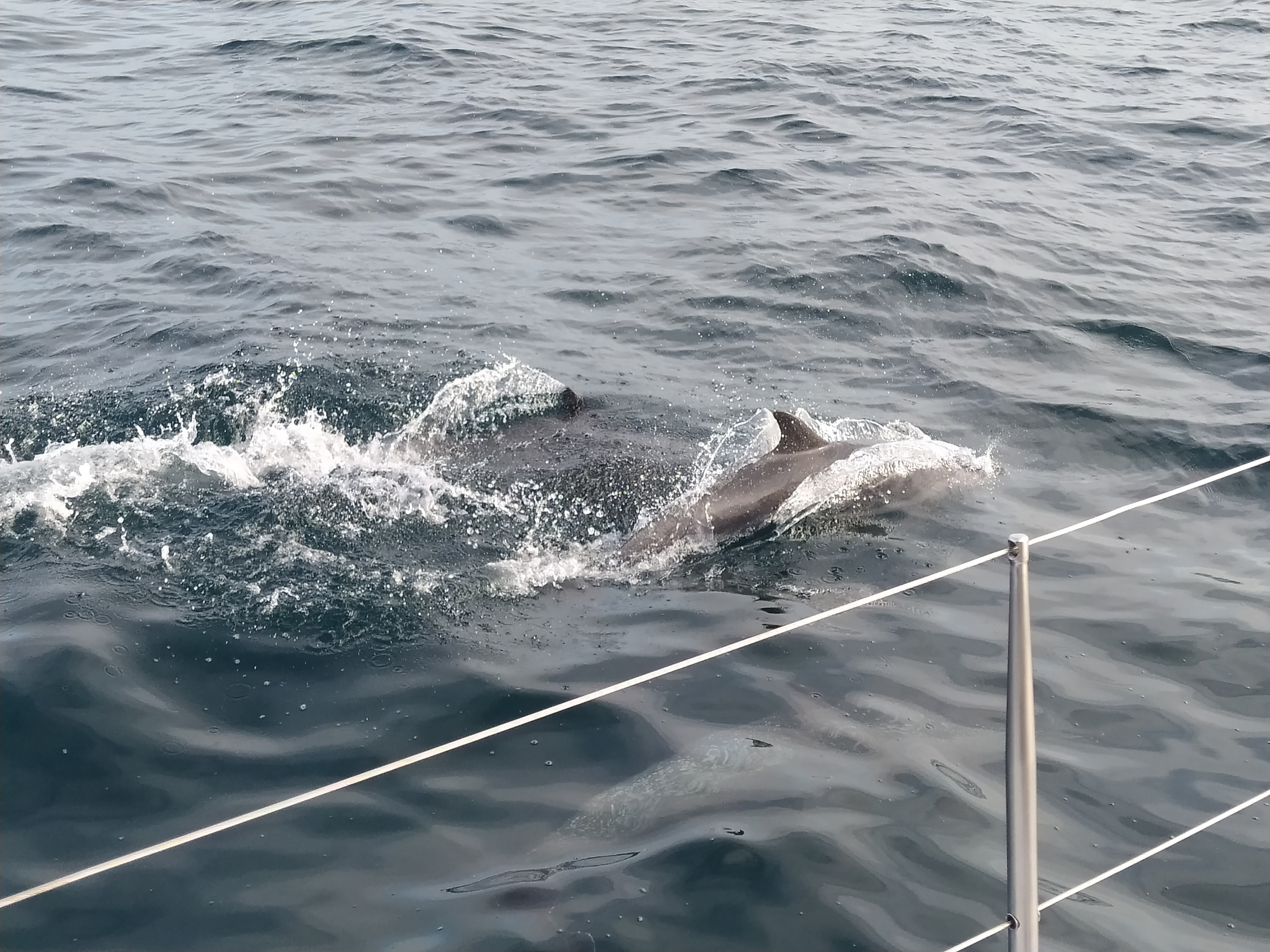
Delfines en Los Órganos.
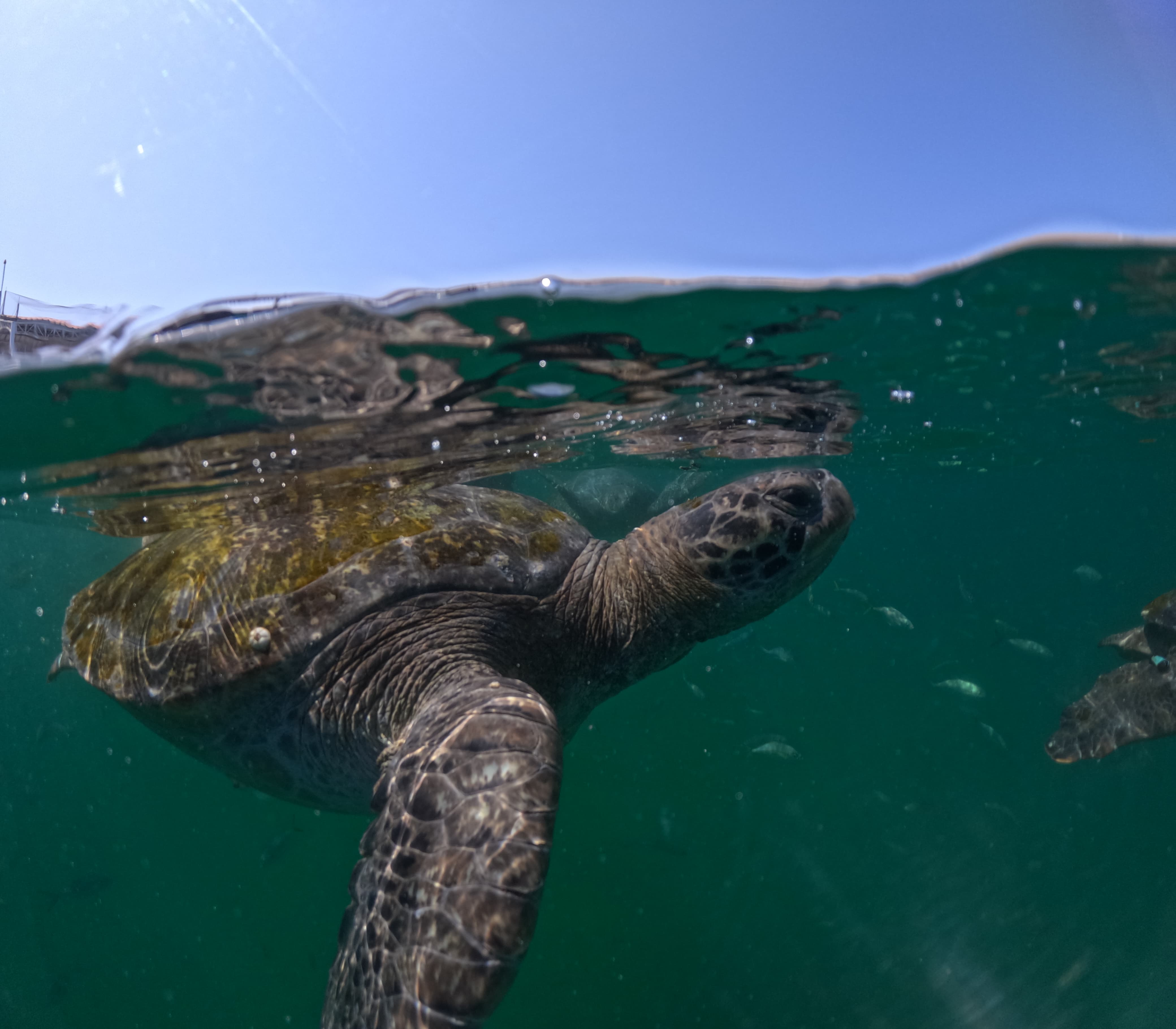
Tortugas en Los Órganos.

## Historia
Lo que hoy conforma el pueblo de Los Órganos y su distrito homónimo formó parte de los dominios de diversas culturas precolombinas, entre ellas podríamos mencionar a los tallanes e incluso a los tumpis, los cuales estaban predominantemente en los actuales departamentos de Piura y Tumbes respectivamente.
El origen de estas poblaciones es aún materia de debate, la teoría más aceptada es que hayan formado parte de la gran migración de origen siberiano mongoloide proveniente del extremo oriente de Asia que atravesó el estrecho de Bering y se expandió por toda la América hacia el sur. Otra teoría dice que algunas poblaciones llegaron también desde el oeste, es decir desde Oceanía, en grandes balsas, poblaciones que serían de origen australoide o polinésico. Y otras también calculan que estos pueblos pudieron haber llegado desde Centroamérica por mar. Un ejemplo interesante de esto es la leyenda lambayecana de Naylamp, que cuenta que éste llegó desde el oeste en grandes balsas y fundó su cultura. La cercanía geográfica entre la cultura que Naylamp fundara con los tallanes es mucha. Por lo que las teorías continúan. 
Es probable que la población nativa haya sido una mezcla del elemento mongoloide asiático con el oceánico, y algunos rasgos aun presentes en algunas personas parecen apoyar ésta teoría. Siendo los conquistadores incas relativamente distintos en aspecto a los nativos locales, pues los primeros representarían en mayor medida al elemento asiático y los segundos al elemento mestizado. 
Luego toda la zona pasó a formar parte del Imperio Inca, específicamente de la región norte llamada ‘’Chinchaysuyo’’, que se cree fue conquistada en su mayor parte por Túpac Yupanqui, siendo este inca el que anexara lo que hoy es Piura y Tumbes, y por ende por lo que hoy es Los Órganos.
Vale mencionar que la zona estaba despoblada, pues no tenía recursos hídricos ni era tierra cultivable. El asentamiento más cercano era el pueblo de Máncora, de donde llegarían ocasionalmente pescadores por la zona.
En el año 1526 exploradores españoles provenientes de Panamá habrían pasado bordeando la costa tumbesina y piurana hacia el sur, pasando eventualmente por aguas actualmente organeñas, en los viajes que tenían como finalidad la conquista del Imperio Inca. 
Los Órganos pasó a formar parte del Virreinato del Perú, y luego a la subdivisión administrativa de la ''Provincia de Trujillo'', situación que se mantuvo hasta después de la independencia. La ciudad cercana más importante era San Miguel de Piura. Hoy ciudad de Piura, capital del departamento homónimo. El puerto más cercano era Payta, hoy llamada Paita. Aun hoy sigue siendo uno de los principales puertos del país.
Todo parece indicar que Los Órganos ya era conocido desde la época del Virreinato, pues hay mapas de dicha  época donde se puede observar su ubicación, aunque lo más probable es que se refieran a él como a un punto geográfico y no a un pueblo.
Luego cuando Piura fue elevada a la categoría de departamento en 1861, Los Órganos pasó a formar parte del mismo. El departamento de se dividió en 3 provincias: Piura, Payta y Ayabaca. Lo que hoy es Los Órganos era parte de la provincia de Payta, que aun se escribía así. Luego con el tiempo, el crecimiento demográfico en varias zonas entre ellas Talara y su auge petrolero hicieron que se cree la provincia de Talara en 1956. Los Órganos pasó a formar parte de dicha provincia. 
Luego con el crecimiento del mismo pueblo de Los Órganos fue que se creó el distrito de Los Órganos, el 11 de diciembre de 1964. Este hecho se dio durante el primer gobierno del Presidente Fernando Belaúnde.
La historia de Los Órganos en sí, como pueblo, se remonta al descubrimiento de yacimientos petroleros durante el siglo XX.
A partir de allí empezaron a llegar empresas y trabajadores a la zona, formando un pueblo bastante organizado al pie de la Panamericana, y a muy pocos metros del Océano Pacífico. Vale mencionar que muchos de los trabajadores llegaron desde zonas rurales de Tumbes y de Zorritos. También llegaron luego de la sierra de Piura y de zonas rurales alrededor de Sullana. Conformando ambos grupos el grueso de la población organeña de entonces y que perdura en la actualidad. Población mestiza. Por lo que se podría decir que Los Órganos contiene origen piurano y tumbesino. Años después llegaron también de otras zonas del país pero son minoría.
Debido al crecimiento del pueblo tanto en población como en prosperidad hizo que fuera elevado a la categoría de distrito.
Luego de esto la industria petrolera continuó hasta que los años 80 esta tuvo un declive del cual nunca se recuperó. Los yacimientos de hidrocarburos ya no ofrecían producción atractiva de años pasados, por lo que las empresas salieron de la localidad. Sin embargo aún existe una producción relativamente pequeña concesionada actualmente a una empresa privada, la cual hace solamente labor de producción, pero ya no exploración.
El pueblo también ha resistido más de un fenómeno de El Niño, siendo los tres últimos los de los años 1983, 1998, 2017 y 2023, teniendo este último año también la presencia del llamado ciclón Yaku. Los últimos fenómenos han bastante inocuos, pues el pueblo hace años había construido grandes canales pluviales que evitaron inundaciones. Canales en perfectas condiciones hoy. 

La nueva actividad floreciente de Los Órganos es el turismo, aprovechando las hermosas y exuberantes playas; de aguas celestes, turquesas; siempre soleadas, y cálidas prácticamente todo el año.  

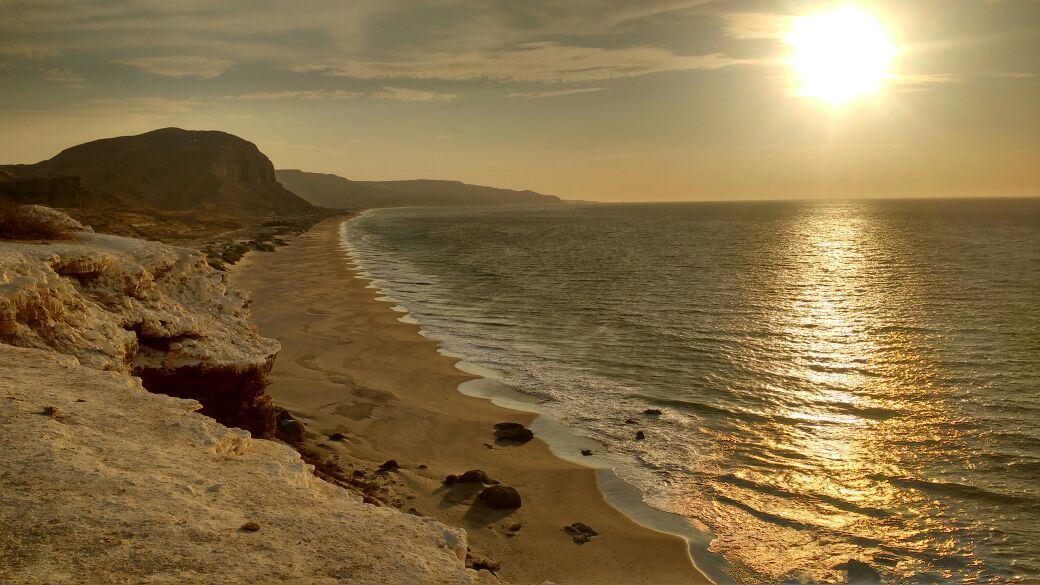
Vista del Cerro del Encanto y del ocaso desde un cerro muy cercano al mar al sur del pueblo

## Festividades

###### Enero 1:Año Nuevo
Abundante afluencia de turistas y familiares visitantes, de preferencia acuden a las playas. 

###### Junio 29: Fiesta deSan Pedro
Se realiza un paseo en bote en el mar, llevando una estatua del apóstol. 

###### Agosto 30:Santa Rosa de Lima
Se recuerda la fecha. 

###### Octubre (todo el mes):Señor de los Milagros
Se realizan procesiones llevando la imagen del ''Cristo Moreno'' por las calles de Los Órganos, a semejanza de todo el país. 

###### Diciembre 11: Aniversario delDistrito
La noche anterior se da la Serenata por el Aniversario del Distrito. 
El 11 se declara feriado, se realiza un desfile cívico militar donde participan los colegios y otras instituciones como la policía y el ejército. 

###### Diciembre 25:Navidadde nuestro SeñorJesucristo
Considerada en el pueblo y distrito como la mejor época del año. 